# Bunner Masuren
Bunner Masuren ist ein Naturschutzgebietes in der niedersächsischen Stadt Löningen im Landkreis Cloppenburg.
Das Naturschutzgebiet mit dem Kennzeichen NSG WE 229 ist rund 89 Hektar groß. Das Gebiet steht seit dem 18. April 1998 unter Naturschutz. Zuständige untere Naturschutzbehörde ist der Landkreis Cloppenburg.
Das zwischen Essen (Oldenburg) und Löningen gelegene Schutzgebiet ist ein Feuchtgebiet im Niederungsbereich der Hase. Es befindet sich nördlich des Flusses im Übergangsbereich zur Cloppenburger Geest. Das Areal wird vom Alten Bunner Moorbach durchflossen. Hier finden sich u. a. Erlenbruchwald, Feuchtgebüsche, Feuchtgrünland, Feuchtbrachen und Sümpfe.